# 法布里卡-迪罗马
法布里卡-迪罗马（義大利語：Fabrica di Roma），是意大利拉齐奥大区维泰博省的一个市镇。总面积34.73平方公里，人口8405人，人口密度242.0人/平方公里（2009年）。ISTAT代码为056024。